# Pierre Fourier
Pour les articles homonymes, voir Fourier et Saint Pierre.
Ne doit pas être confondu avec Pierre Fourrier.
Saint Pierre Fourier, né le 30 novembre 1565 à Mirecourt,, dans les Vosges, en Lorraine et mort le 9 décembre 1640 à Gray (alors en Franche-Comté espagnole), est un prêtre catholique et religieux augustin lorrain.
Ses biographes le considèrent, d'une part comme l'un des pionniers de la Réforme catholique, dans le sillage du concile de Trente, d'autre part comme un pionnier en matière d'éducation (promotion de l'enseignement des filles et de la méthode pédagogique dite « simultanée »). Il est également considéré, à l'instar de la princesse de Phalsbourg et du graveur Jacques Callot, comme un grand patriote lorrain.
Béatifié le 29 janvier 1730 par le pape Benoît XIII et canonisé le 27 mai 1897 par le pape Léon XIII, liturgiquement il est commémoré le 9 décembre.

## Le pionnier de la Réforme catholique
Deux périodes historiques contrastées chevauchent la vie de Pierre Fourier : d'une part, la période brillante et féconde des règnes des ducs de Lorraine Charles III (1545 à 1608) et de son fils Henri II (1608 à 1624) ; d'autre part, sous le règne du duc Charles IV de Lorraine, une période d'atroces misères qui s'installent pendant la guerre de Trente Ans  avec l'occupation des duchés par la France (1633-1697) et ses alliés (1635, année tragique des Suédois). Une telle chute des sommets vers les bas-fonds a sans doute inspiré la gravité dramatique qui traverse sa vie et son œuvre.
Les années de son existence (dernières décennies du XVIe siècle et premières du XVIIe siècle) sont celles d'une mutation profonde du monde occidental : celle de l'expansion de l'humanisme, de la diffusion du livre, celle aussi du passage d'une société terrienne à une société urbanisée, d'une économie rurale à une économie d'affaires.

« Par sa large culture, sa pastorale fervente, la hardiesse de ses initiatives, par l'ampleur et la qualité de ses écrits, saint Pierre Fournier s'impose comme un témoin privilégié de la Réforme catholique »

Deux sources majeures l'ont inspiré : Le Concile de Trente (clôt en 1563) et l'enseignement de l'université jésuite de Pont-à-Mousson (fondée en 1572). Au cours de ces années de transition, il sait tirer des conséquences pratiques remarquables dans de nombreux domaines. D'où son intérêt pour l'école et la culture, pour la promotion de la femme dans différents secteurs d'activité, pour le développement du crédit, pour une politique fondée non plus seulement sur des dynasties mais sur des principes moraux et le respect scrupuleux de la Loi.

## Jeunesse dans la Lorraine tridentine

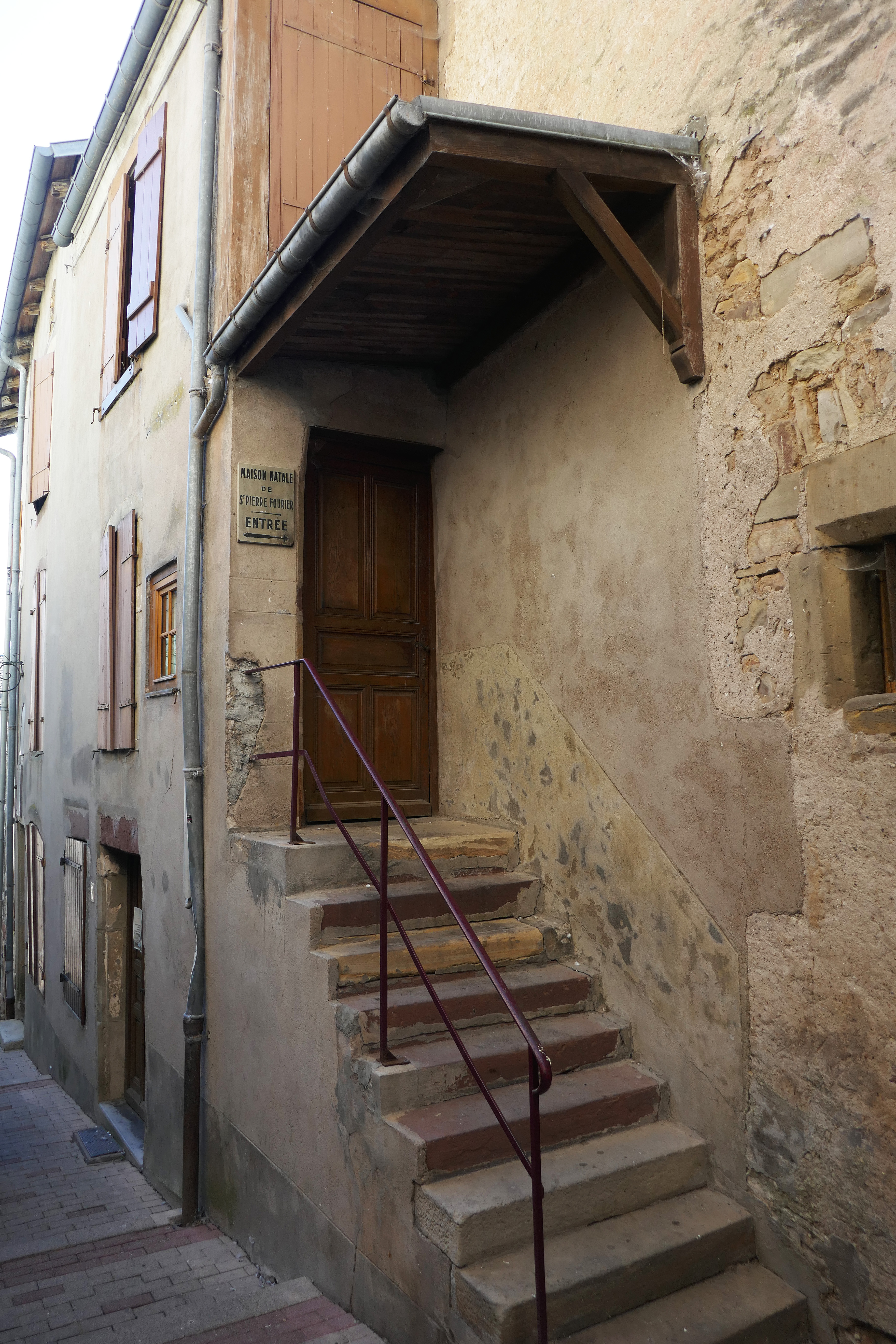
Maison natale à Mirecourt.

Fils de Demenge (version Lorraine du prénom Dominique) Fourier, marchand drapier (son père est maître de la frairie des drapiers de 1579 à 1581) et d'Anne Nacquard, il voit le jour au lendemain du concile de Trente, alors que se lève en occident le renouveau spirituel de la Réforme catholique. Il est élevé au sein d'une famille bourgeoise dont certains membres sont au service du duc Charles III. Son cousin germain, Demenge Fourier (1542-1620), sera anobli en 1591, le frère de ce dernier, Jean Fourier (1560-1636), entré dans la Compagnie de Jésus sera son directeur spirituel et celui de François de Sales (et sera à l'origine de la publication du best-seller : Introduction à la vie dévote).
Le duc Charles III de Lorraine,  mené d'autorité au Louvre par le roi Henri II de France qui voulait le soustraire à l'influence de sa mère, Christine de Danemark, nièce de l'empereur Charles Quint, a été élevé en France d'où il est revenu après avoir épousé la princesse Claude, fille du roi Henri II et soeur des trois derniers Valois et de la reine d'Espagne. Jeune souverain d'une terre de forte catholicité, il accueille et applique sans difficulté les décrets conciliaires à la différence de la France voisine qui demeure toujours réservée vis-à-vis des décisions romaines, du fait de ses positions gallicanes. En 1572 est fondée l'université de Pont-à-Mousson qui est confiée aux jésuites. Un cousin de Pierre, Jean Fourier, membre de la compagnie, en sera le recteur. 
En 1578, à l'âge de 14 ans, Pierre Fourier entre au collège jésuite de Pont-à-Mousson où il poursuit pendant six ans des études de grammaire et de rhétorique. Son cousin Jean Fourier (1559-1636) y est professeur à la faculté de théologie avant de devenir recteur de l'université. Il sera nommé en 1600 recteur du collège de Chambéry dans le duché de Savoie. Il sera choisi comme directeur spirituel par François de Sales et le guidera dans sa préparation à l'épiscopat (1602) puis le poussera à publier l'Introduction à la vie dévote en 1608. Il sera encore présent en 1622 lors de l'agonie du prélat. 
Autre Père jésuite, Louis Richeome - surnommé le « Cicéron français » -  marque profondément Pierre Fourier avec sa conception optimiste de la nature humaine qui rejoint l'enseignement du concile de Trente et annonce l'humanisme dévot.
En 1582, Pierre Fourier, âgé de 15 ans, perd sa mère. Son père se remarie avec Michelle Guérin, ancienne nourrice de la princesse Christine de Lorraine, fille aînée du duc Charles III et de Claude de France. La princesse, qui épouse en 1587 le grand-duc Ferdinand Ier de Toscane, confie à l'époux de sa nourrice une partie de la gestion de ses biens. Demenge Fourier est anobli en 1591.

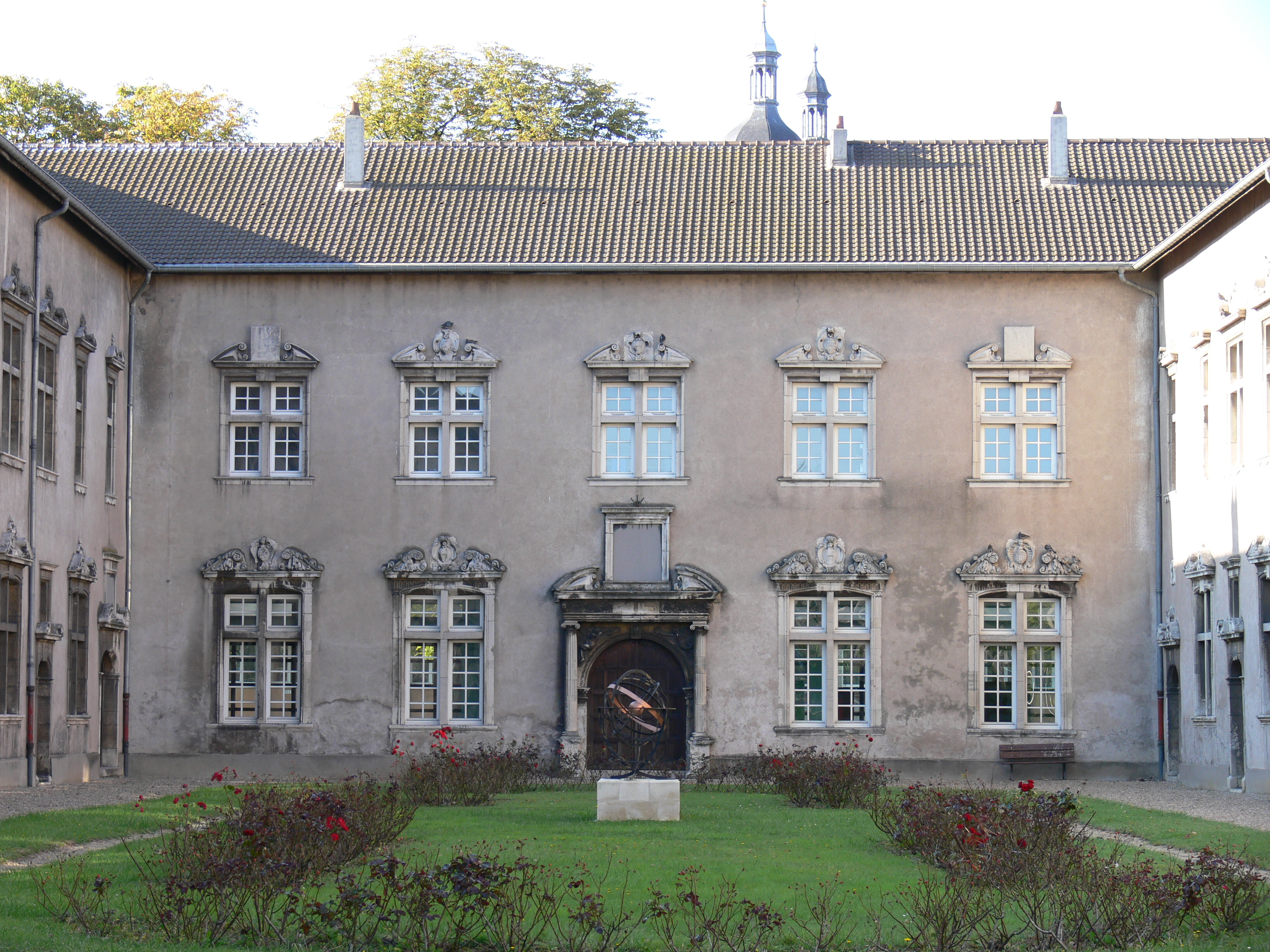
Université de Pont-à-Mousson fondée en 1572.

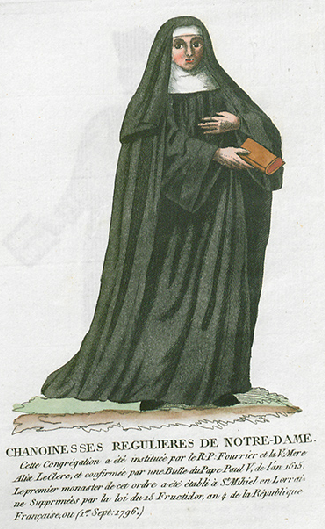
Chanoinesses de Saint-Augustin de la congrégation Notre-Dame.

En 1585, Pierre Fourier, qui a 20 ans, entre chez les Chanoines réguliers de saint Augustin, à Chaumousey près d’Épinal. Ordonné prêtre à Trèves, dont relève l'évêché de Toul, le 25 février 1589, il célèbre sa première messe à l'abbaye de Chaumousey le 24 juin. Il revient ensuite à l'université de Pont-à-Mousson où il accomplit pendant sept ans des études de théologie et de droit, au contact du légiste Pierre Grégoire fondateur de l'« École doctrinale de Droit Public de Pont-à-Mousson ». Il est formé à la théologie de Saint Thomas actualisée par le dominicain Cajetan. 
La Lorraine connaît à cette époque une période faste marquée par le déclin du régime féodal et l'affermissement de l'autorité de l'État : mise en place d'une magistrature, centralisation du pouvoir ducal, institution des états-généraux. De profondes nouveautés économiques voient également le jour : montée du crédit et du commerce d'exportation, instauration d'une économie dirigée qui préfigure le colbertisme Français. Il revient à l'abbaye de Chaumousey en 1595 et administre la paroisse du village qui dépend de l'abbaye jusqu'en 1597. 
On lui confie en 1623 la réforme de son ordre, les chanoines réguliers de saint Augustin, ordre tombé dans un certain laxisme. À de nombreuses reprises entre août 1625 et janvier 1626, Pierre Fourier séjourne à l'abbaye de Domèvre-sur-Vezouze. Il institue la congrégation de Notre-Sauveur dont il devient le supérieur pour le duché de Lorraine en 1632.

## Curé de Mattaincourt
En 1597, il devient curé de Mattaincourt, (Vosges) , paroisse où résident de nombreux foyers protestants, et considéré par les autorités catholiques comme un village « déchristianisé », dont il reste le curé jusqu'à sa mort en 1640.
Il associe son ministère rural à de grands projets apostoliques  comme l'institution de la congrégation Notre-Dame, la réforme des chanoines réguliers et la création d'un enseignement élémentaire, que ses biographes tiennent pour ses titres de gloire essentiels .
- Détenteur en tant que curé de Mattaincourt des droits de moyenne et basse justice, il exerce les pouvoirs de seigneur justicier. (Voir section ci-dessous : “ Les fonctions administratives ”)
- Le même privilège de juridiction lui permet de faire montre d'un grand dévouement pour les pauvres. En ce siècle tourmenté (guerre de Trente Ans, famine), il prône la solidarité envers les plus démunis ; il crée un système d'entraide comparable de nos jours au Secours catholique qu'il appelle une petite dévotionnette[13] (équipe de cinq à six laïques qui collectent des vivres et les distribuent), et il met en place une soupe populaire.
- Pour éviter aux artisans en difficulté d’avoir à emprunter de l’argent aux usuriers, il fonde une caisse mutuelle : la bourse Saint-Epvre qui prête sans gage et sans intérêt
- Il œuvre pour la promotion de la santé (nourriture saine, salubrité des locaux, pureté de l'eau consommée) et participe activement à la lutte contre la Grande Peste de 1631-1632 en édictant des règles et des pratiques qui enrayent la progression du mal. À des religieuses qui lui conseillent alors de quitter sa paroisse pour préserver sa vie, il répond : « Mes bonnes sœurs, si vous saviez ce que c'est d'être curé, c'est-à-dire pasteur des peuples, père, mère, capitaine, garde, guide, sentinelle, médecin, avocat, procureur, intermédiaire, nourricier, exemple, miroir, tout à tous, vous vous garderiez bien de désirer que je m'absente de ma paroisse durant cette saison. »[14]

## La pastorale éducative et la méthode «simultanée»

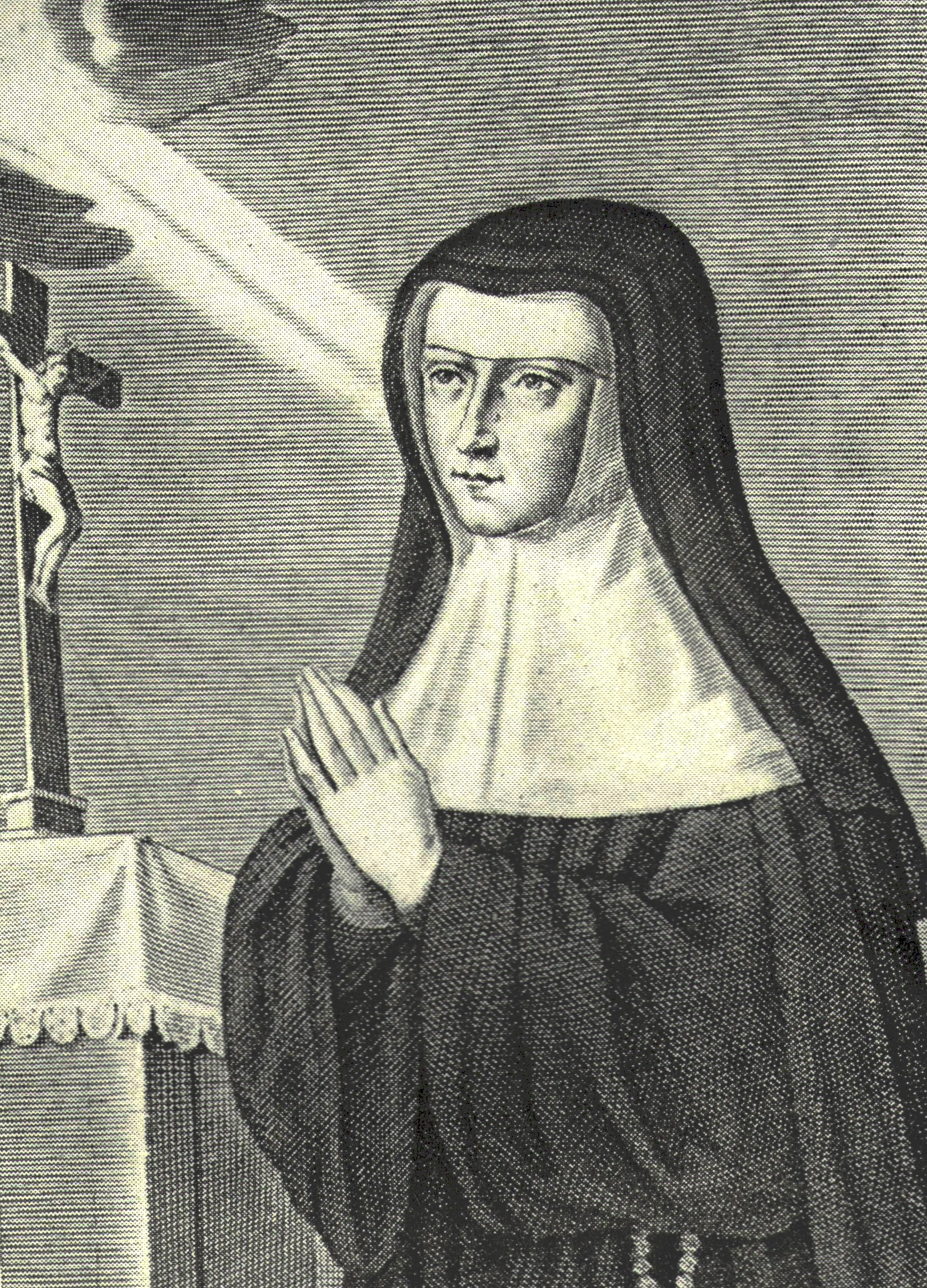
Alix Le Clerc.

Le concile de Trente rappelle le rôle de la catéchèse, mais aussi celui de la culture profane dans l'évolution spirituelle du chrétien. Pierre Fourier écrit aux religieuses de Mirecourt en 1619 :« Gagner une seule âme dans vos écoles..., est plus que de créer un monde »,.
Pour satisfaire au besoin d'instruction des filles, il fonde avec de jeunes bourgeoises de la ville et avec la romarimontaine Alix Le Clerc, une association qui devient la congrégation Notre-Dame en 1628 (appelée parfois également la congrégation Saint-Augustin) et qui se destine à l’éducation gratuite des filles. La première école ouvre non loin de Mattaincourt, à Poussay, où se tient un chapitre de dames nobles, en 1598. Tolérant, il demande aux religieuses d'accueillir à l'école les petites protestantes et insiste dans une de ses lettres pour que rien ne soit fait qui « puisse troubler leur foi ».

Cette nouvelle congrégation du fait de son attachement exclusif à l'enseignement des filles (adjonction d'un quatrième vœu « de l'instruction » aux trois vœux traditionnels des ordres religieux) marque une date dans l'histoire de l'éducation et dans les progrès des principes pédagogiques l'enseignement (Recueil de Pierre Fourier , Les vrayes constitution de la congrégation Notre-Dame, publiées neuf ans après sa mort, en 1649) :
L'enseignement est distribué à des groupes d'élèves au même niveau de formation. L'école est divisée en  « classes » et chacune de celle-ci en plusieurs « ordres » Chaque ordre dirigé par une maîtresse comprend quinze à vingt écolières. Usant chacune du même manuel, toutes apprenaient à lire en même temps.
Cette méthode neuve, rationnelle et efficace trouvera sa pleine application avec la diffusion du livre « à bon marché » qui intervient à la fin du siècle.
On lui doit l'invention du tableau noir et son introduction dans les classes.

## Fonctions administratives
Outre ses fonctions de curé de Mattaincourt, Pierre Fourier assurait des fonctions administratives.
En effet, les coutumes lorraines de l'époque attribuaient des fonctions municipales au curé de la paroisse. Chaque année, le dimanche avant la Saint-Jean, il présidait une assemblée où étaient élus le maître d'école, le marguillier qui gérait les biens de l'église, un échevin et un lieutenant de justice. Par délégation du duc de Lorraine, il rend la basse et la moyenne justice (selon que l'amende est inférieure ou supérieure à 10 sols).
Depuis 1627, un édit du duc Charles IV obligeait tout individu entrant dans une ville du duché à être en possession d'un certificat attestant qu'il était indemne d'infection contagieuse et en particulier de la peste. Dans la correspondance de Pierre Fourier, on retrouve un certificat qu'il rédige le 15 septembre 1631 : « Je soussigné Curé et Chef de justice à Mattaincourt en Lorraine sous l'autorité de son Altesse, atteste à tous qu'il appartiendra que ce jourd'hui quinzième septembre mil six cent trente et un, Jean Mailfer, fils de Hugues Mailfer, natif de Châlons-en-Champagne, est sorti dudit Mattaincourt, qui y a séjourné dix sept semaines ou environ, au quel lieu Dieu grâce, n'y a aucun danger de peste ni d'autres maladies contagieuses. En foi de quoi j'ai signé les présentes et y apposé le cachet de notre justice. Faict audit Mattaincourt les an et jour que dessus »
Outre son action durant l'épidémie de peste, il impose un rationnement du blé lors de la disette de 1626, selon le principe chacun selon ses besoins et non pas en fonction de sa fortune.

## L'exil

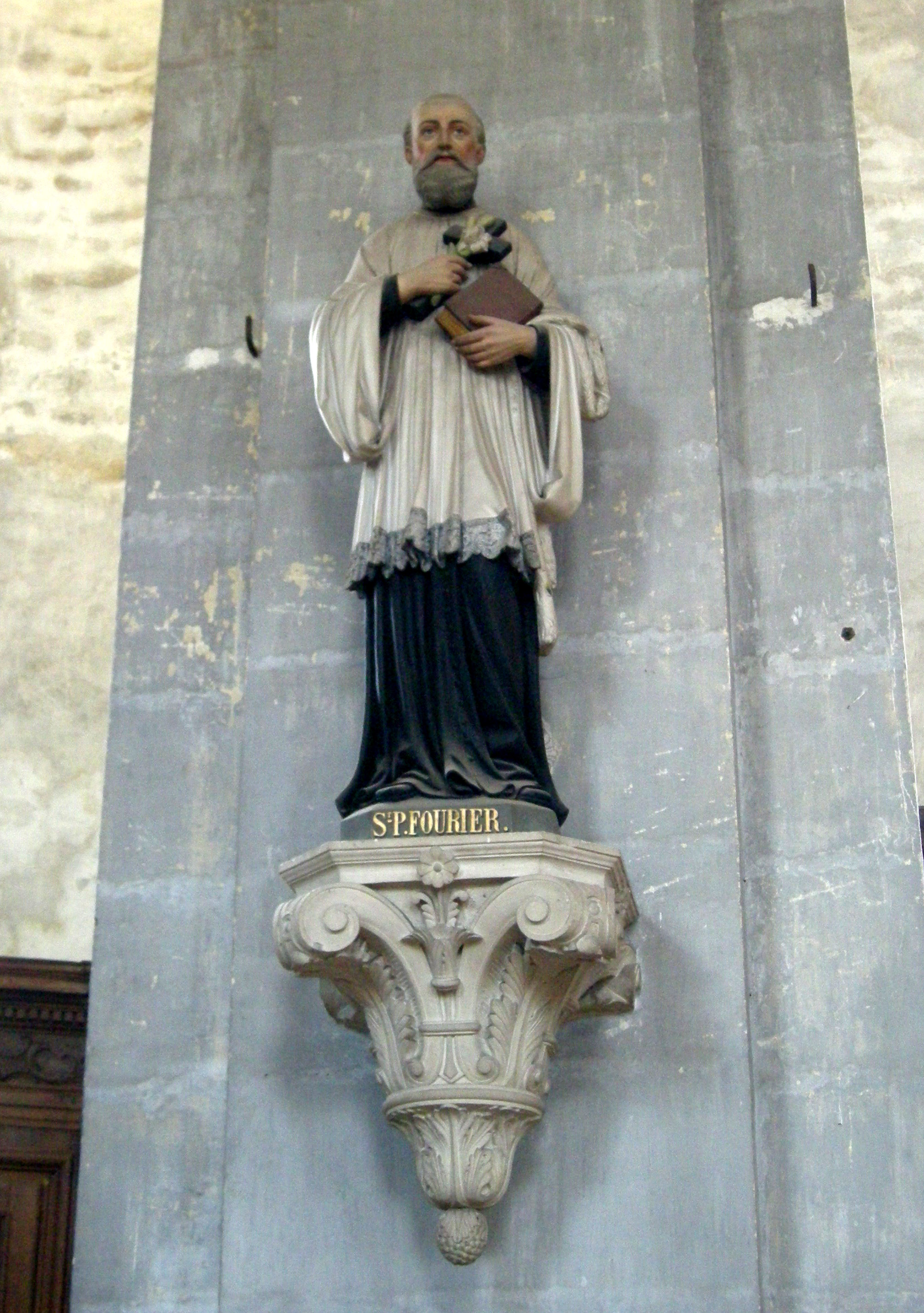
Statue en bois polychrome du XVIIIe siècle à l'église abbatiale de Moyenmoutier (Vosges).

En 1630, Gaston d'Orléans, frère cadet et successeur potentiel du roi Louis XIII, s'opposant ouvertement au premier ministre le cardinal de Richelieu, quitte la France pour la Lorraine où il est accueilli avec faste par le duc Charles IV. En 1632, le duc donne sa sœur en mariage au duc d'Orléans qui, de son côté, n'a pas demandé son accord à son frère et souverain. Louis XIII considère ce mariage comme un casus belli et fait entrer ses troupes dans le duché de Lorraine. L'empire, dévasté par les troupes suédoises, ne peut secourir le duc de Lorraine (guerre de Trente Ans). La famille ducale s'éparpille aux quatre coins de l'Europe. Si certains, comme le peintre Georges de La Tour se rallient aux Français, le graveur Jacques Callot reste fidèle à son souverain. Pierre Fourier également. Sa fidélité à son souverain, le duc de Lorraine et de Bar Charles IV, lui vaut d’être expulsé en 1636 par le redoutable cardinal de Richelieu. Il trouve refuge à Gray en Franche-Comté, alors possession espagnole. Il a alors 71 ans.
À son arrivée, il ne trouva pour logement qu'un réduit de 2,90 × 2,70 m et 2,42 m de haut, dans une vieille bâtisse carrée, ayant seulement trois fenêtres pour l'éclairage et une vieille cheminée (datant de 1338) pour se chauffer. L'accès au logement se fait par un tour avec escalier, construit dans un cylindre en bois pouvant être tourné de façon à masquer la porte d'entrée : c'est de ce système, et non pas de la bâtisse carrée, que vient l'appellation « le tour Saint-Pierre-Fourier » donnée au lieu.
Même dans l'adversité, il reste un patriote lorrain,très attaché à la famille ducale,. Depuis trois ans à Gray, dans une lettre adressée à la duchesse Nicole, il l'assure de sa fidélité et de son attachement à la famille ducale en ces termes : « comme très humbles et très fidèles et très obéissants sujets, portent en tout temps à leurs bons princes, et encore à leurs bonnes princesses. C'est le cœur des lorrains ».
Il meurt quatre ans plus tard à l'âge de 75 ans.
Il est un lointain parent d'Adolphe Fourier de Bacourt, diplomate actif au XIXe siècle, proche du prince de Talleyrand et de la duchesse de Dino.

## Vénération

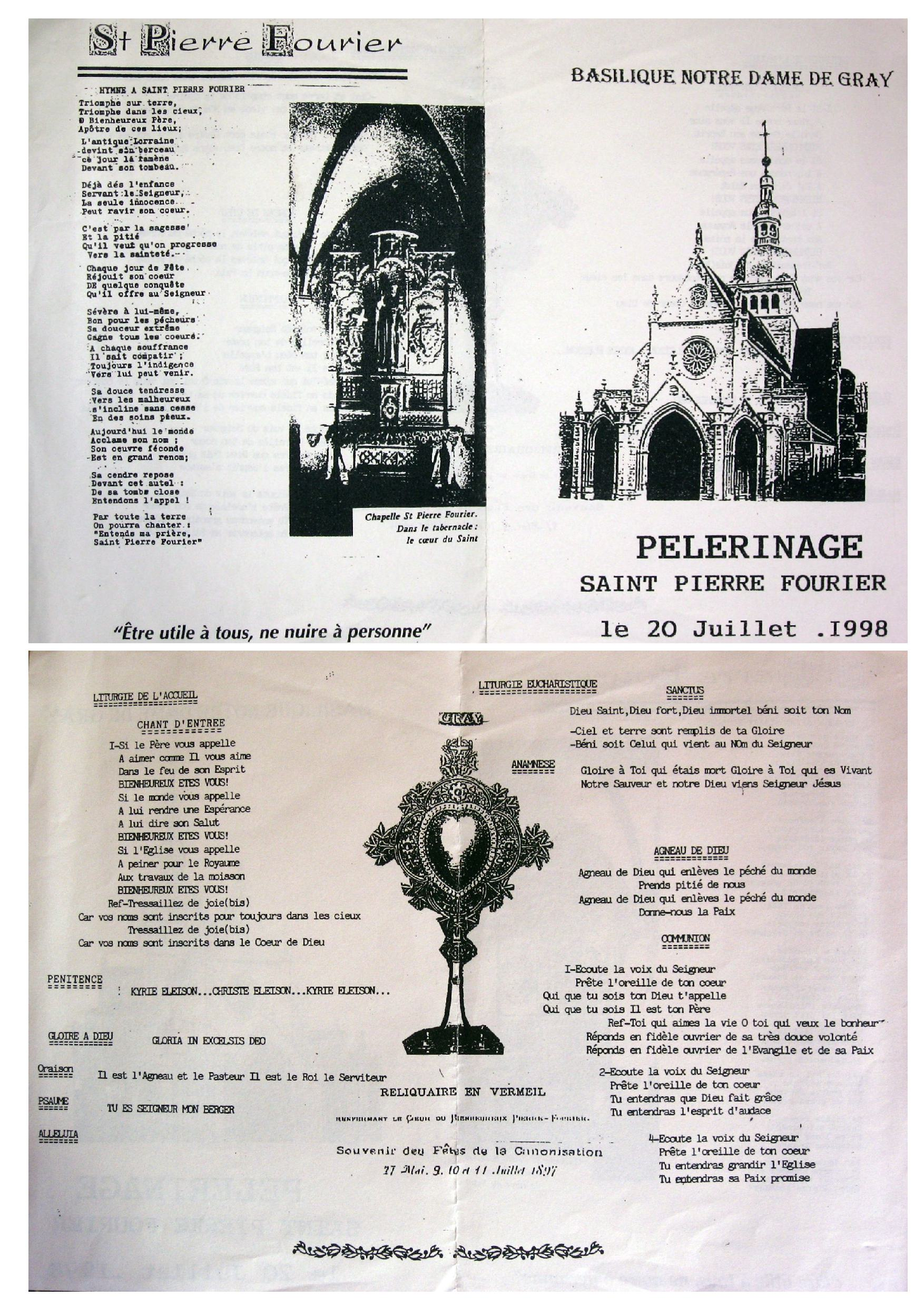
Centenaire de la canonisation.

Pierre Fourier est l'archétype du patriote lorrain. Ses portraits (vitraux, statues...) sont le plus souvent auréolés de sa devise, qu'il a reprise à saint Ambroise : Obesse nemini, omnibus prodesse (ne nuire à personne, être utile à tous).
Aujourd'hui certains établissements scolaires portent son nom, par exemple à Mirecourt, Paris dans le 12e arrondissement, à Lunéville en Lorraine et à Gray. Une statue le représentant (œuvre du sculpteur français Louis Noël) orne l'un des piliers entourant l'autel surplombant la tombe de l'apôtre Saint Pierre au centre de la basilique Saint-Pierre de Rome.
Saint François de Sales, évêque de Genève, grand prédicateur qui eut pour directeur spirituel le jésuite Jean Fourier, cousin de Pierre Fourier, sera lui aussi canonisé puis proclamé Docteur de l'Église disait n'avoir qu'un seul regret : ne pas avoir pu rencontrer Pierre Fourier.[réf. nécessaire]
Enfin, la Fondation Pierre Fourier-Alix le Clerc est une fondation française reconnue d'utilité publique.
Plusieurs édifices religieux portent son nom :
- Basilique de Mattaincourt (88)
- Église de Chantraine (88)
- Église de Wackenbach, hameau de Schirmeck (67)
- Une chapelle au Val d'Ajol au lieu-dit Le Motiron (88)
- Une chapelle à l'intérieur de l'église Saint-Martin de Pont-à-Mousson (54)
- Une chapelle à l'intérieur de la basilique Notre-Dame de Gray (70). Selon le dépliant du pèlerinage Saint Pierre Fourier daté du 20 juillet 1998 à l'occasion du centenaire de sa canonisation, le tabernacle de cette chapelle conserve un reliquaire contenant le cœur du saint.